# TT194
| G26 · t · Z4 | Aa13 · W3 |

| G26 · t · Z4 | Aa13 · W3 |

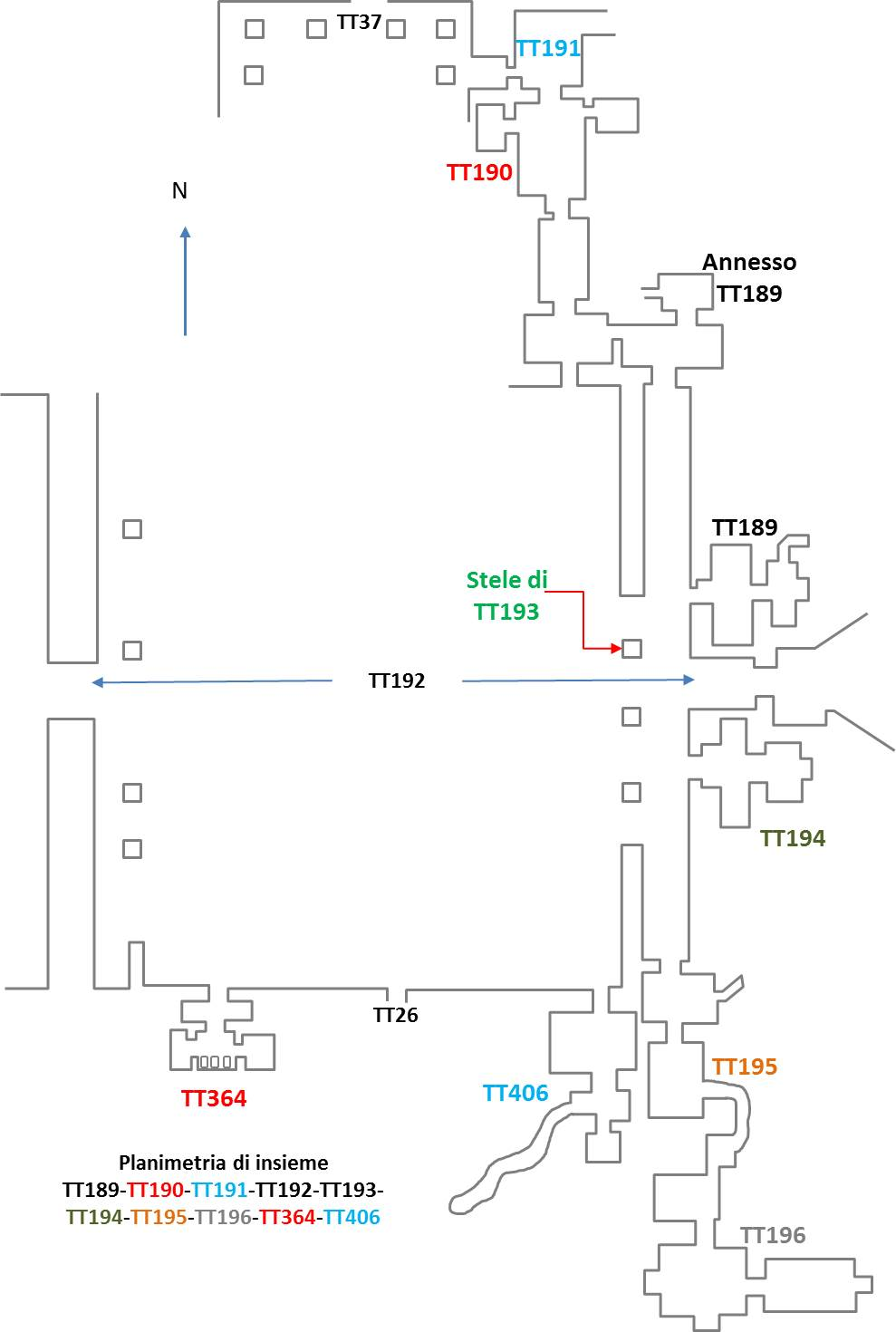
Planimetria dell'area in cui insistono le tombe TT189, TT190, TT191, TT192, TT193, TT194-TT195-TT196-TT364-TT406

TT194 (Theban Tomb 194) è la sigla che identifica una delle Tombe dei Nobili ubicate nell'area della cosiddetta Necropoli Tebana, sulla sponda occidentale del Nilo dinanzi alla città di Luxor, in Egitto. Destinata a sepolture di nobili e funzionari connessi alle case regnanti, specie del Nuovo Regno, l'area venne sfruttata, come necropoli, fin dall'Antico Regno e, successivamente, sino al periodo Saitico (con la XXVI dinastia) e Tolemaico.

## Titolare
TT194 era la tomba di:
| Titolare | Titolo                                             | Necropoli  | Dinastia/Periodo | Note                    |
| -------- | -------------------------------------------------- | ---------- | ---------------- | ----------------------- |
| Tutemheb | Supervisore dei contadini dei possedimenti di Amon | El-Assasif | XIX dinastia     | accessibile dalla TT189 |

## Biografia
Non è noto il nome del padre che era, tuttavia, Prete wab e Scriba delle divine offerte di Amon; Nezemtmut fu sua moglie e Amenemopet uno dei suoi fratelli mentre un altro si chiamava, forse, [Amen]hotep.

## La tomba
L'ingresso a TT194 si apre in un lungo cortile, quasi un corridoio, in cui si apre anche l'accesso alla TT189 e si trova una stele pertinente alla TT193.
TT194 è planimetricamente strutturata con un corridoio di accesso, che immette in una sala trasversale; un secondo corridoio dà accesso a una sala rettangolare. 
Sulla parete in cui si apre l'ingresso (1/blu in planimetria), su due registri, il defunto in adorazione con inni ad Amon-Ra e il defunto seduto dinanzi al padre (?) e (2) il defunto seguito da una suonatrice di sistro; oltre la porta di accesso (3) il defunto in atto di adorazione.
Nel corridoio-vestibolo di accesso (4) duplice scena del defunto inginocchiato dinanzi a Ra-Horakhti e dinanzi ad altra divinità non identificabile; poco oltre un'arpista dinanzi al defunto e alla moglie, con inni a Amon-Ra-Horakhti, il defunto e la moglie con inni a Osiride e un prete dinanzi ai due coniugi. Nella sala trasversale: su quattro registri (5) il defunto seguito dal fratello Amenemopet, da un altro fratello (il cui nome è perso) e da alcune donne, adora Sokar e Nefertum. In altre scene il defunto in offertorio al fratello [Amen]hotep e alla moglie di costui e al proprio padre. Sul lato corto settentrionale della sala una stele (6) con il defunto dinanzi a Osiride e Horus; il defunto in adorazione del pilastro Djed sovrastato dalla testa di Hathor. Seguono, su due registri (7), il defunto con inno dedicato ad Amenhotep I e, poco oltre, (8) una stele con Hathor che suona un sistro dinanzi alla Triade Tebana, formata dagli dei Amon, Mut e Khonsu, dinanzi ai quali si trova il defunto inginocchiato. Su altra parete (9), su due registri, Thot in offertorio a Osiride, Iside e Horus e, sul lato corto meridionale, una stele identica a quella del lato settentrionale (6); poco oltre (11) una stele su due registri con la regina Ahmose Nefertari dinanzi alla dea Mut e il defunto, in piedi, con inno alla divinità. Un'altra stele (12) rappresenta ancora la regina Ahmose Nefertari in offertorio a Osiride, Horus e alla Dea dell'Occidente (Mertseger); anche in questo caso il defunto, inginocchiato, recita un inno alle divinità rappresentate.
Un breve corridoio, sulle cui pareti (13) il defunto adora lo sciacallo Anubi e il defunto e la moglie recitano un inno ad Amon-Ra-Horakhti, immette nella camera funeraria (?), su una parete della quale (14) il defunto e la moglie recitano un inno ad Hathor e il defunto in offertorio ad Anubi e a un'altra divinità non identificabile.

### Annotazioni
1. ↑  La numerazione dei locali e delle pareti segue quella di Porter e Moss 1927, p. 296.
2. ↑  La prima numerazione delle tombe, dalla numero 1 alla 253, risale al 1913 con l'edizione del "Topographical Catalogue of the Private Tombs of Thebes" di Alan Gardiner e Arthur Weigall. Le tombe erano numerate in ordine di scoperta e non geografico; ugualmente in ordine cronologico di scoperta sono le tombe dalla 253 in poi.
3. ↑  I campi della Duat, ovvero l'aldilà egizio, si trovavano, secondo le credenze, proprio sulla riva occidentale del grande fiume.
4. ↑  Nella sua epoca di utilizzo, l'area era nota come "Quella di fronte al suo Signore" (con riferimento alla riva orientale, dove si trovavano le strutture dei Palazzi di residenza dei re e i templi dei principali dei) o, più semplicemente, "Occidente di Tebe".
5. ↑  le Tombe dei Nobili, benché raggruppate in un'unica area, sono di fatto distribuite su più necropoli distinte.
6. ↑  Le note, sovente di inquadramento topografico della tomba, sono tratte dal "Topographical Catalogue" di Gardiner e Weigall, ed. 1913 e fanno perciò riferimento alla situazione dell'epoca.
7. ↑  I preti "wab", ma anche "uab", o "uebu", appartenevano al basso clero ed erano incaricati della manutenzione degli strumenti del culto e degli oggetti comunque ad esso connessi. A loro competeva il lavacro e l'abbigliamento giornaliero della statua del dio presso cui operavano e a loro competeva il trasporto della statua del dio (generalmente su una barca sacra) durante le cerimonie. Erano gerarchicamente sottoposti ad un "grande prete wab" cui competevano le operazioni giornaliere di culto della divinità.
8. ↑  Tale "corridoio", a sua volta, fa parte di in un più vasto cortile di disimpegno che consente l'accesso a numerose altre tombe (TT192, TT364, TT407).
9. ↑  Poiché sull'area insistono tre differenti tombe, i riferimenti sono stati riportati in differente colore. Per la TT194 seguire la numerazione blu.

### Fonti
1. ↑  Porter e Moss 1927,  p. 300.
2. ↑  Gardiner e Weigall 1913.
3. ↑  Donadoni 1999,  p. 115.
4. ↑  Gardiner e Weigall 1913, p. 34.
5. ↑  Porter e Moss 1927,  p. 295.
6. ↑  Gardiner e Weigall 1913, pp. 34-35.
7. ↑  Gardiner e Weigall 1913, p. 35.
8. ↑  Porter e Moss 1927,  p. 300, confermata in edizione del 1970.
9. ↑  Porter e Moss 1927,  confermata nell'edizione del 1970, pp. 300-301.